# Imamzadeh Imam Ibrahim
L'imamzadeh Imam Ibrahim est un imamzadeh qui se situe à 3 km au sud-ouest de la ville de Kashan dans la province d'Ispahan en Iran. Il est inscrit sous le numéro 401 sur la liste des monuments nationaux d'Iran. Sa construction date du XIXe siècle sous la dynastie Kadjar. Ce sanctuaire est bien connu pour son dôme turquoise, les  carreaux colorés de ses deux minarets, son agréable iwan. La décoration intérieure de miroirs date du début du XXe siècle.

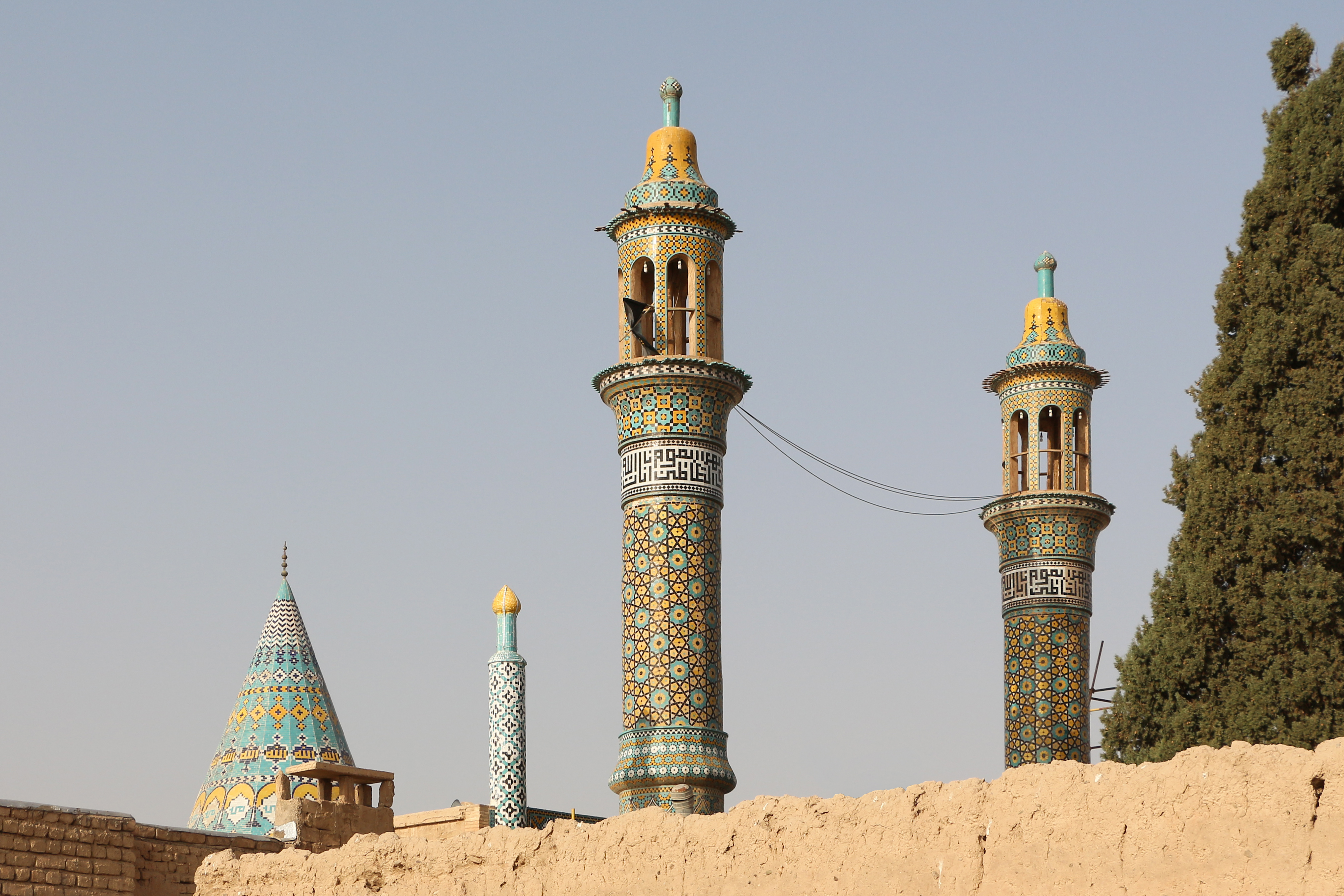
Minarets de l'imamzadeh Imam Ibrahim